# 아람 시리아 축구 대표팀
아람 시리아 축구 대표팀은 아시리아인들을 대표하는 축구팀이다. FIFA와 AFC가 아닌 독립 축구 협회 연맹 소속이므로 FIFA 월드컵과 AFC 아시안컵에 참가할 수 없고 독립 축구 협회 연맹에서 주관하는 대회에만 참가 가능하다. NF-보드 시절 VIVA 월드컵에는 2008년 대회에 유일하게 출전해 준우승의 성과를 거두었고 독립 축구 협회 연맹으로 넘어온 후 CONIFA 월드 풋볼컵에는 역시 2014년 대회에 유일하게 출전해서 이 대회에서 3위를 기록했다.

## 월드컵 기록
| 연도   | 라운드   | 순위     | 경기     | 승       | 무*      | 패       | 득점     | 실점     |
| ------ | -------- | -------- | -------- | -------- | -------- | -------- | -------- | -------- |
| 1930년 | 비회원국 | 비회원국 | 비회원국 | 비회원국 | 비회원국 | 비회원국 | 비회원국 | 비회원국 |
| 1934년 | 비회원국 | 비회원국 | 비회원국 | 비회원국 | 비회원국 | 비회원국 | 비회원국 | 비회원국 |
| 1938년 | 비회원국 | 비회원국 | 비회원국 | 비회원국 | 비회원국 | 비회원국 | 비회원국 | 비회원국 |
| 1950년 | 비회원국 | 비회원국 | 비회원국 | 비회원국 | 비회원국 | 비회원국 | 비회원국 | 비회원국 |
| 1954년 | 비회원국 | 비회원국 | 비회원국 | 비회원국 | 비회원국 | 비회원국 | 비회원국 | 비회원국 |
| 1958년 | 비회원국 | 비회원국 | 비회원국 | 비회원국 | 비회원국 | 비회원국 | 비회원국 | 비회원국 |
| 1962년 | 비회원국 | 비회원국 | 비회원국 | 비회원국 | 비회원국 | 비회원국 | 비회원국 | 비회원국 |
| 1966년 | 비회원국 | 비회원국 | 비회원국 | 비회원국 | 비회원국 | 비회원국 | 비회원국 | 비회원국 |
| 1970년 | 비회원국 | 비회원국 | 비회원국 | 비회원국 | 비회원국 | 비회원국 | 비회원국 | 비회원국 |
| 1974년 | 비회원국 | 비회원국 | 비회원국 | 비회원국 | 비회원국 | 비회원국 | 비회원국 | 비회원국 |
| 1978년 | 비회원국 | 비회원국 | 비회원국 | 비회원국 | 비회원국 | 비회원국 | 비회원국 | 비회원국 |
| 1982년 | 비회원국 | 비회원국 | 비회원국 | 비회원국 | 비회원국 | 비회원국 | 비회원국 | 비회원국 |
| 1986년 | 비회원국 | 비회원국 | 비회원국 | 비회원국 | 비회원국 | 비회원국 | 비회원국 | 비회원국 |
| 1990년 | 비회원국 | 비회원국 | 비회원국 | 비회원국 | 비회원국 | 비회원국 | 비회원국 | 비회원국 |
| 1994년 | 비회원국 | 비회원국 | 비회원국 | 비회원국 | 비회원국 | 비회원국 | 비회원국 | 비회원국 |
| 1998년 | 비회원국 | 비회원국 | 비회원국 | 비회원국 | 비회원국 | 비회원국 | 비회원국 | 비회원국 |
| 2002년 | 비회원국 | 비회원국 | 비회원국 | 비회원국 | 비회원국 | 비회원국 | 비회원국 | 비회원국 |
| 2006년 | 비회원국 | 비회원국 | 비회원국 | 비회원국 | 비회원국 | 비회원국 | 비회원국 | 비회원국 |
| 2010년 | 비회원국 | 비회원국 | 비회원국 | 비회원국 | 비회원국 | 비회원국 | 비회원국 | 비회원국 |
| 2014년 | 비회원국 | 비회원국 | 비회원국 | 비회원국 | 비회원국 | 비회원국 | 비회원국 | 비회원국 |
| 2018년 | 비회원국 | 비회원국 | 비회원국 | 비회원국 | 비회원국 | 비회원국 | 비회원국 | 비회원국 |
| 2022년 | ?        | ?        | ?        | ?        | ?        | ?        | ?        | ?        |
| 합계   |          |          |          |          |          |          |          |          |

## VIVA 월드컵 기록
- 2006년- 불참
- 2008년- 준우승
- 2009년- 불참
- 2010년- 불참

## CONIFA 월드 풋볼컵 기록
- 2014년 - 3위
- 2016년 - 불참
- 2018년 - 불참

## 국제 경기
| 날짜            | 대회                      |             | 상대       | 결과  |
| --------------- | ------------------------- | ----------- | ---------- | ----- |
| 2008년 7월 13일 | 2008년 VIVA 월드컵 - 사미 | 아람 시리아 | 파다니아   | 0 - 2 |
| 2008년 7월 12일 | 2008년 VIVA 월드컵 - 사미 | 아람 시리아 | 파다니아   | 1 - 4 |
| 2008년 7월 11일 | 2008년 VIVA 월드컵 - 사미 | 아람 시리아 | 쿠르디스탄 | 0 - 0 |
| 2008년 7월 10일 | 2008년 VIVA 월드컵 - 사미 | 아람 시리아 | 프로방스   | 5 - 0 |
| 2008년 7월 9일  | 2008년 VIVA 월드컵 - 사미 | 아람 시리아 | 사미       | 1 - 0 |